# Чарлз Бреді Кінг

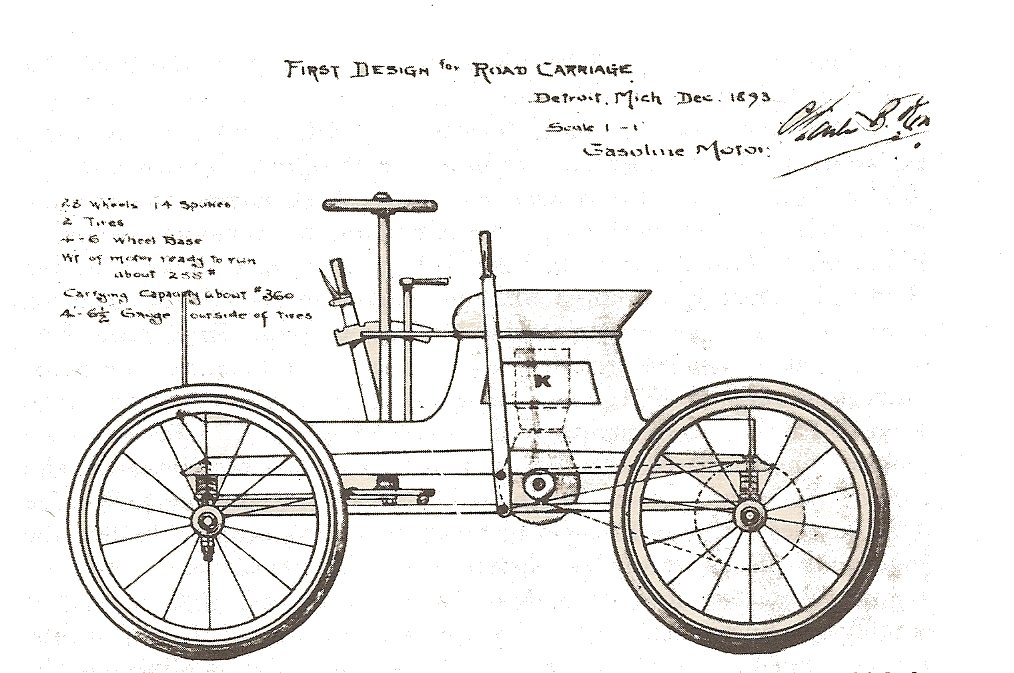
Перша конструкція автомобіля, розроблена Чарлзом Кінгом у 1893 році

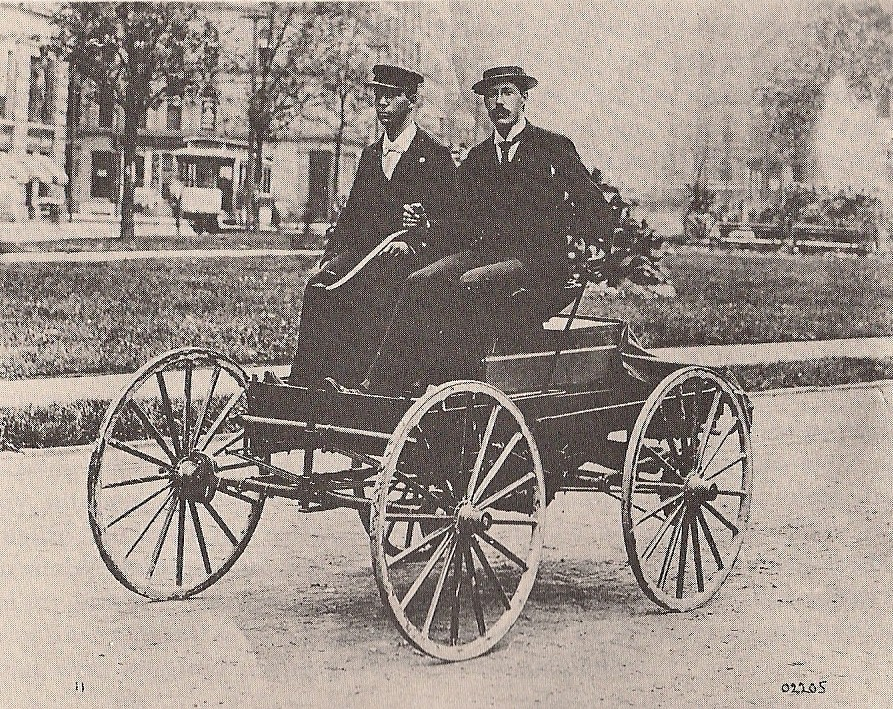
Перший автомобіль у Детройті. Чарлз Бреді Кінг справа

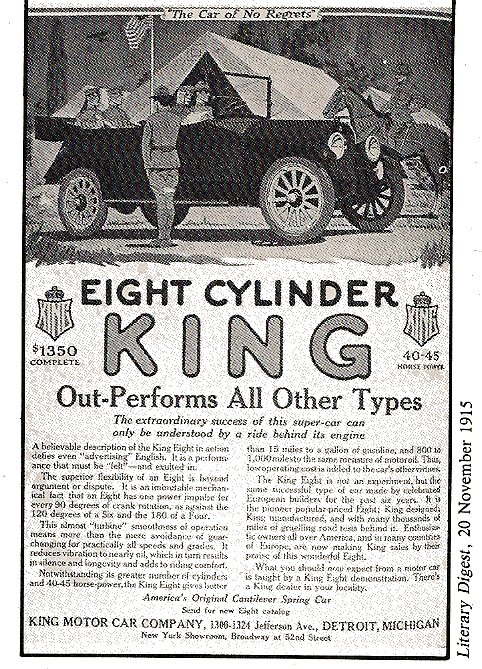
1915 Реклама автомобіля Кінга

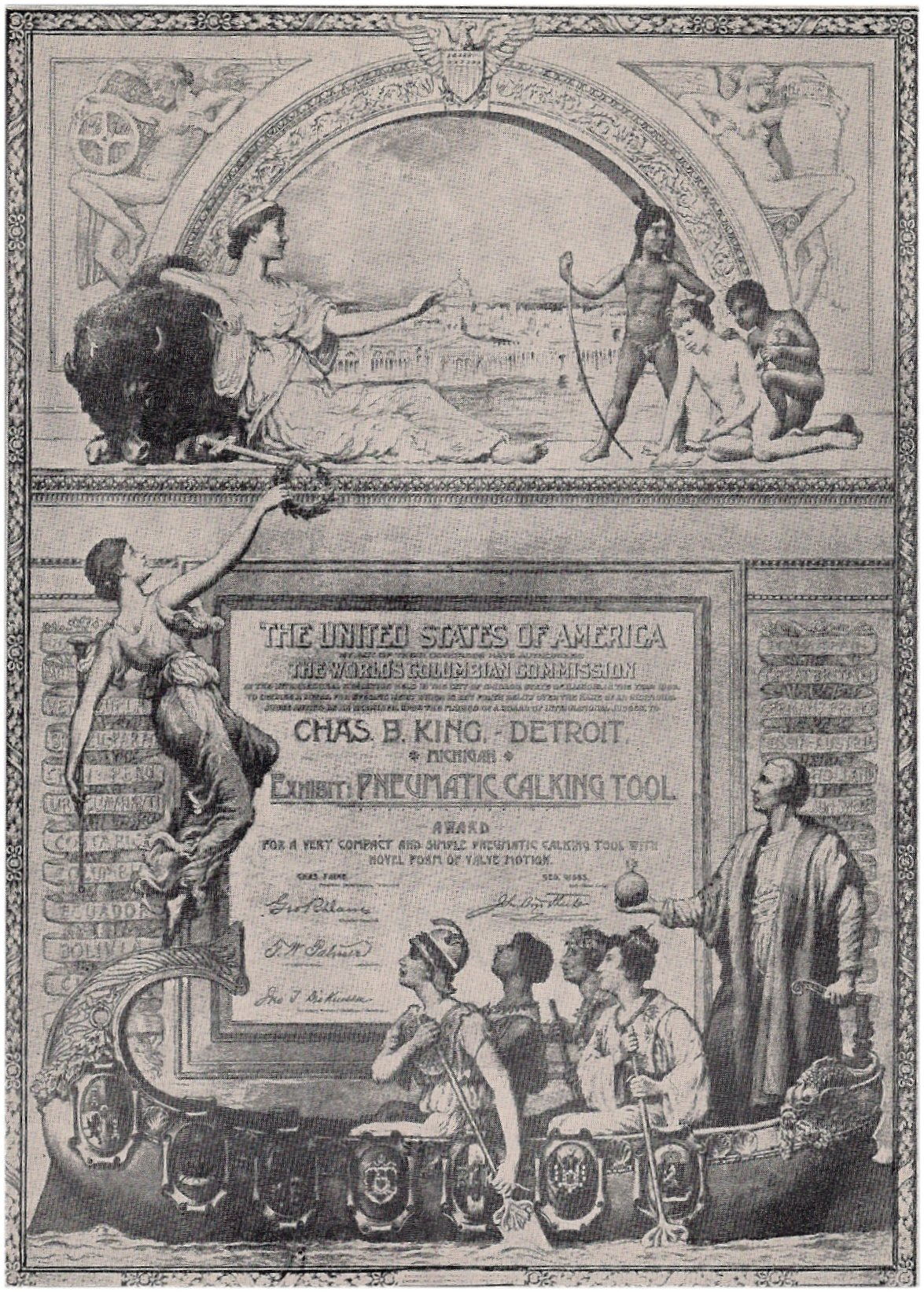
Виставка в Чикаго 1893 року. Диплом Кінга, отриманий за винахід відбійного молотка

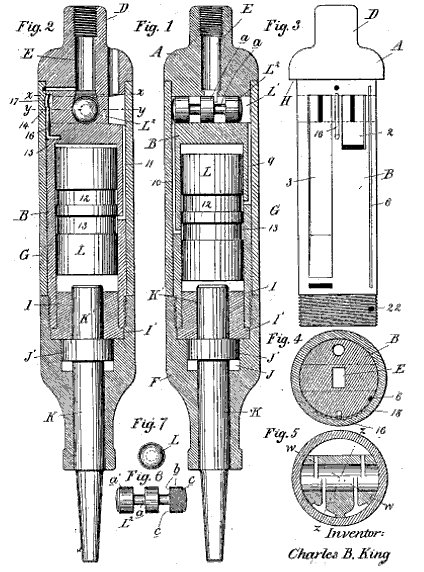
Пневматичний відбійний молоток

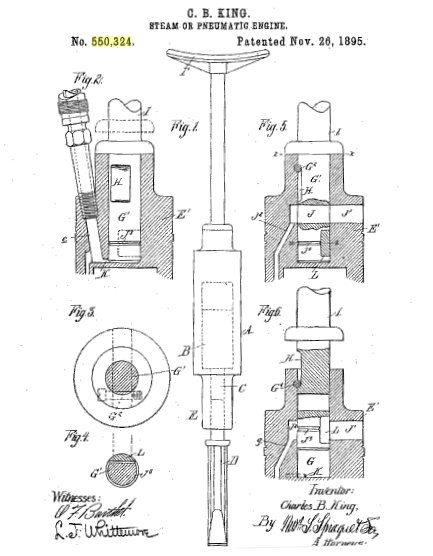
Відбійний молоток «Jackhammer»

Чарлз Бреді Кінг (англ. Charles Brady King; 2 лютого 1868 — 22 червня 1957) — американський інженер та підприємець, а також піонер автомобілебудування, художник, гравер, музикант, поет, архітектор, містик, промисловець та винахідник.
Кінг був першим у Детройті, хто проектував та створив самохідний автомобіль, та перший, хто керував цим автомобілем- за 3 місяці до Генрі Форда побудував свій автомобіль. Detroit Journal від 7 березня 1896 року повідомляє, що Кінг їхав автомобілем з двигуном вниз по Вудворд-авеню — перша людина у Детройті, яка зібрала та керувала таким транспортним засобом. «Detroit Journal» також повідомляє, що Кінг був першим хто створив та продав перший повноцінний автомобіль у Детройті.

## Молоді роки
Кінг народився 2 лютого 1868 року у Кемп Рейнольдс на острові Енджел, у Каліфорнії. Його батько, Джон Хаскелл Кінг, був генералом часів Громадянської війни у США. Його мати була Матильда Девенпорт, з роду Девенпортів із Нової Англії, які оселилися у Детройті.

## Кар'єра
На початках Кінг навчався у Триніті-коледжі в Порт-Хоуп (Онтаріо) протягом двох років, а потім продовжив навчання у школі Каскаділла в Ітаці, Нью-Йорк, для підготовки до вступу в Університет Корнелла. У 1887 році він вступив до університету Корнелла, але навчався лише два роки. Він переїхав у Детройт близько 1888 або 1889 року у двадцятирічному віці, незабаром після смерті батька. Його першою повноцінною роботою була посада кресляра в автомобільній компанії Мічигану в Детройті.

## Перший автомобіль, створений Кінгом
Кінг почав проектування та створення свого першого автомобіля після Всесвітньої виставки 1893 року в Чикаго. 6 березня 1896 року він випробував свій перший автомобіль у Детройті перед сотнями глядачів, рухаючись із швидкістю до семи кілометрів на годину. Автомобіль приводився у дію двигуном марки «Sintz». Маршрут руху пролягав вулицями Детройта. Під час випробування був присутній Генрі Форд, який їхав на велосипеді за автомобілем Кінга.
Кінг продемонстрував публіці Детройта автомобіль, який, імовірно, був першим не лише у Мічигані, але, можливо, і в цілому світі. Кінг був натхненником для Генрі Форд, Олдса Ренсома та інших у створенні та розробці «безкінних екіпажів». Автомобілі із бензиновими двигунами з'явилися декілька місяців по тому. Він зробив декілька таємних дорожніх випробовувань перед публічною демонстрацією у 1895 році.

«Detroit Journal» взяв інтерв'ю у Кінга, і фраза, яку він сказав, журнал вважає найбільш відомою своєю цитатою
| Ліві лапки | Я переконаний, що вони [безкінні екіпажі] свого часу замінять коня. | Праві лапки |

Наступного ранку у газеті «Детройт фрі прес» з'явилася стаття з таким повідомленням
| Ліві лапки | Перший безкінний екіпаж з'явився на вулицях міста минулого вечора. Це винахід Чарлза Кінга, мешканця Детройта, і його рух вгору та вниз по Вудворд-авеню близько 11 години викликав багато коментарів, люди товпилися навколо нього так, що було утруднено його пересування. Апарат, здавалося, працював добре і пересувався рівномірно зі швидкістю близько п'яти або шести миль на годину. | Праві лапки |

Кінг мав намір взяти участь у першому автопробігу в Америці у 1895 році, але він не зміг це зробити через те, що його машина була не зовсім готова до гонки, як і багато інших автомобілів.

## Інші зацікавлення
Кінг відвідав Всесвітню виставку в Чикаго в 1893 році, щоб продемонструвати два винаходи: пневматичний молоток і гальмівну балку для залізничних вагонів.
Винахід пневматичного молотка був унікальним, будучи єдиним інструментом у своєму роді, приніс Кінгу вищу нагороду виставки: спеціальний сертифікований диплом та бронзову медаль.
На виставці Кінг побачив самохідну коляску Готтліба Даймлера. Також він дізнався, що брати Дюрей побудували та протестували власну розробку самохідної коляски. Тому Кінг вирішив зайнятися розробкою свого «безкінного екіпажу».
Кінг допоміг розробкою інструкцій та деталей для першого автомобіля, сконструйованого Генрі Фордом.
Кінг брав участь у конструюванні 70-футової яхти «Lady Frances», яка була продана покупцеві зі Сходу. Також у нього було багато інновацій для бензинових двигунів, у тому числі пристрій з автоматичним запуском. Разом із іншими він заснував компанію «Michigan Yacht and Power Company».
У 1895 році Чарлз Кінг заснував «American Motor League» — першу автомобільну організацію у США із того часу членський квиток за номером 100 належить йому.
У 1896 році з'явився перший діючий автомобіль Кінга. У 1902 році він створив відому модель автомобіля «Silent Northern», оснащену оригінальною системою підвіски і двигуном, об'єднаним в один блок з трансмісією. У 1910 році заснував «King Motor Car Company», а у 1916 зацікавився авіаційними двигунами та успішно займався розробками у цій галузі.
У 1939 році Кінг був одним із засновників «Automobile Old Timers», організації що передувала створенню музею «Автомобільного залу слави» («Automotive Hall of Fame»). Також Чарлз Кінг був учасником та суддею першого автопробігу США.

## Винаходи
Вважається, що відбійний молоток є винаходом Кінга. Утім, він винайшов не тільки відбійний молоток, але також інших інструментів, механізмів та інших пристроїв.. Нижче подано лише декілька з його 64 винаходів, які в кінцевому результаті зробили його незалежним та багатим.

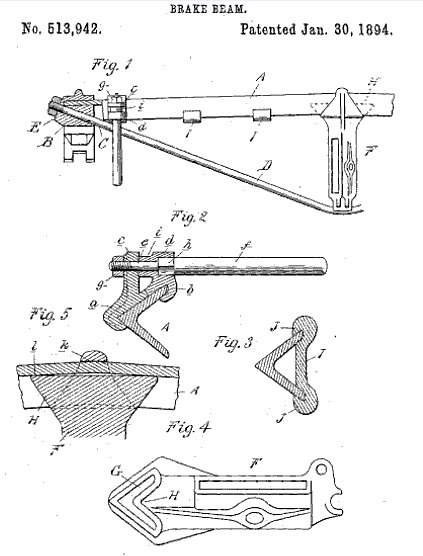
Гальмівна балка залізничного вагона, 1894 Patent 513,942
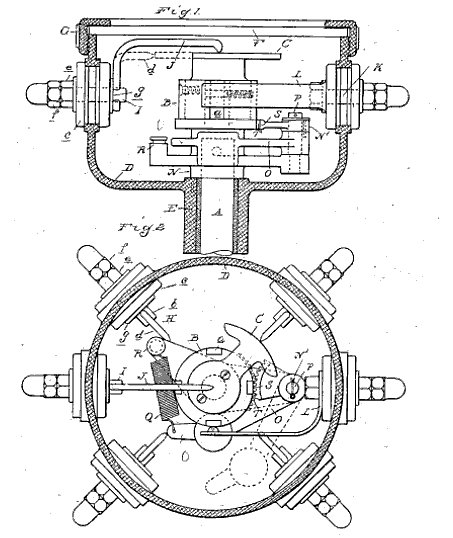
Механізм системи запалювання Patent 739,882
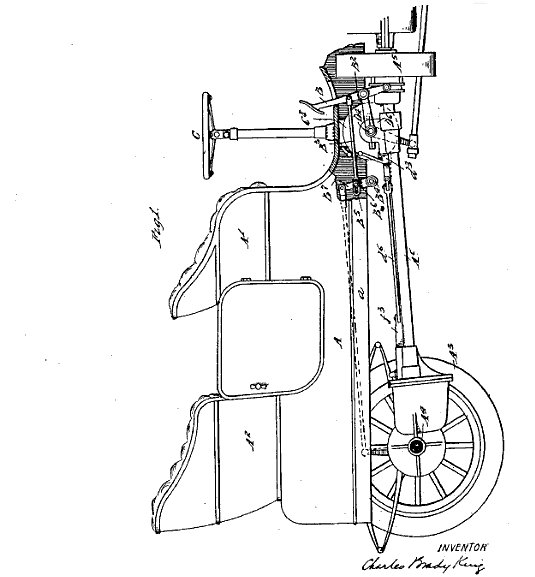
Трансмісія 1904 Patent 869,494
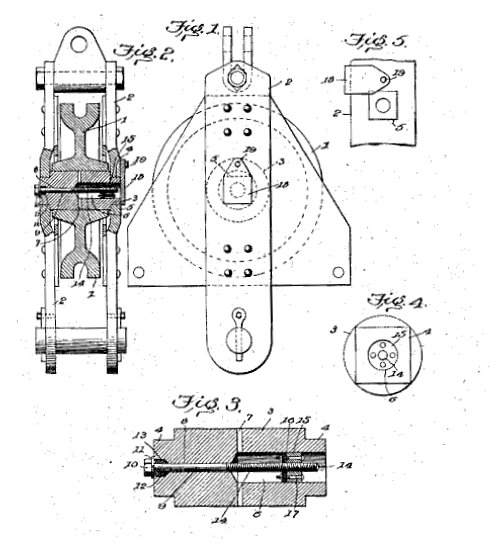
Пристрій змащування шківа Patent 786790
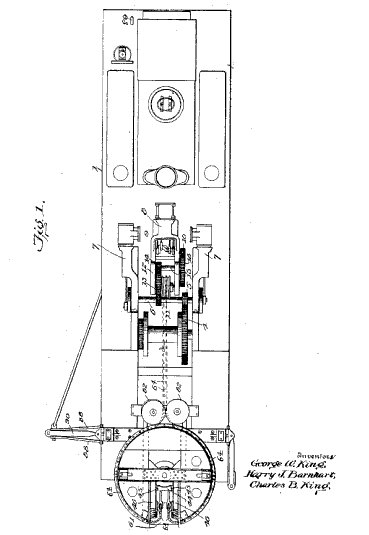
Паровий екскаватор, 1905 Patent 786,448
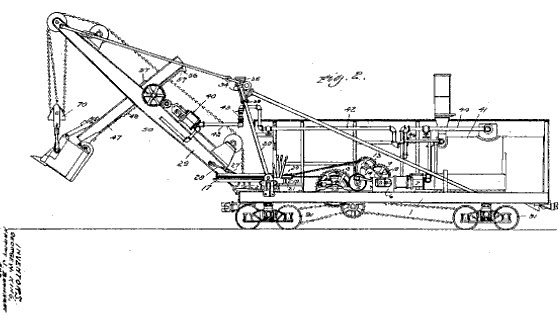
Механізм парового екскаватора Patent 760456
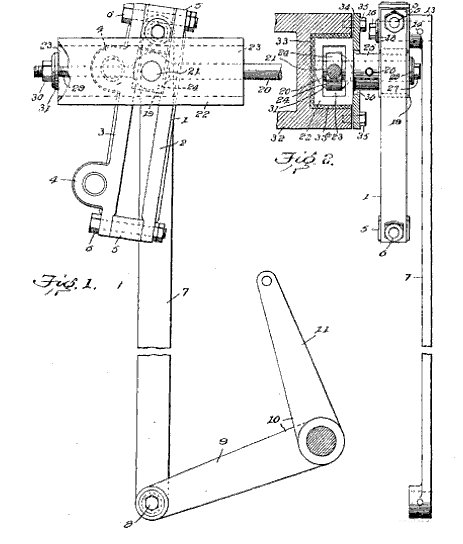
Паророзподільчий механізм, 1905 Patent 799,169
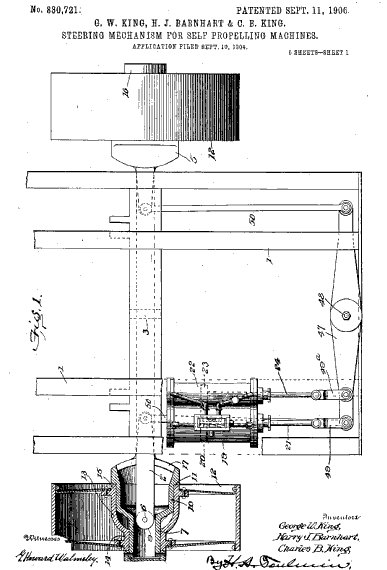
Рульовий механізм, 1906 Patent 830,721
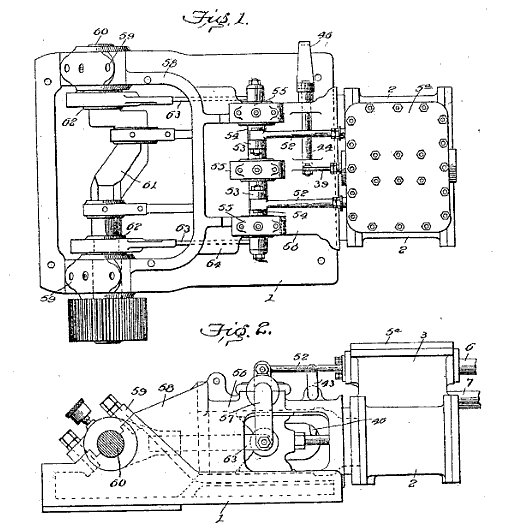
Реверсивний паровий двигун Patent 842,465
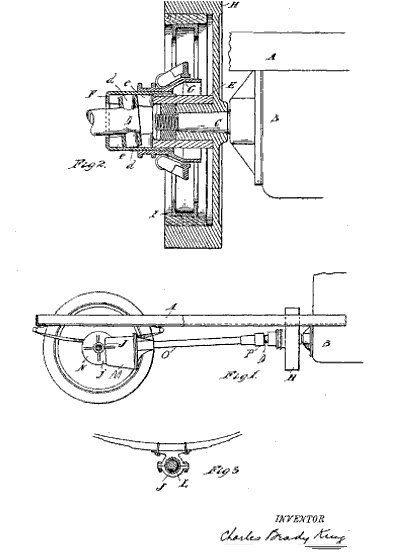
Трансмісія, 1907 Patent 857,002
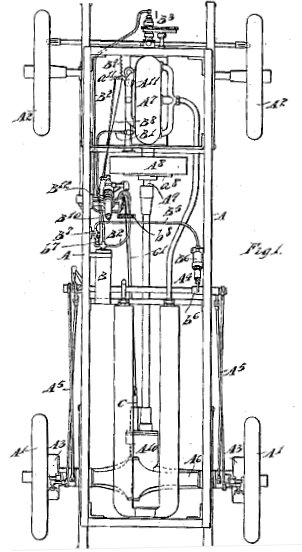
Трансмісія, 1908 Patent 890,565
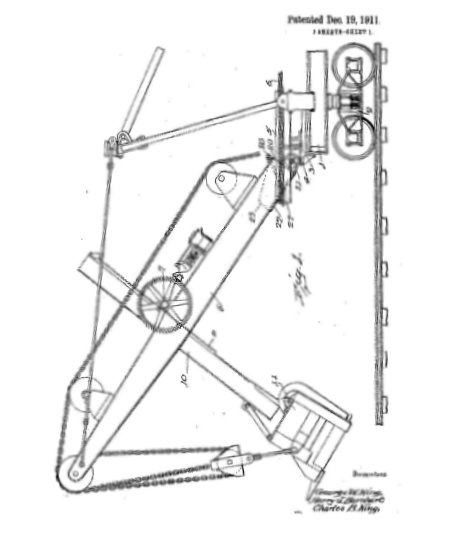
Лопата парового екскаватора Patent 1,012,087
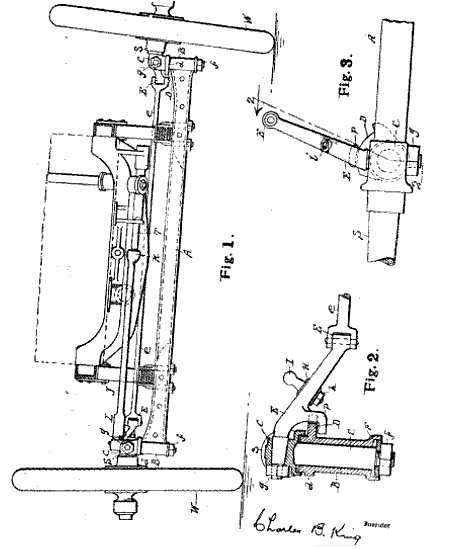
Автомобільний рульовий механізм Patent 1,012,562
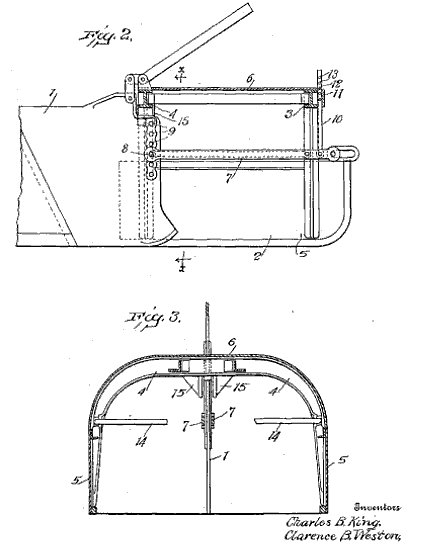
Баластний розвантажувач Patent 1,043,844
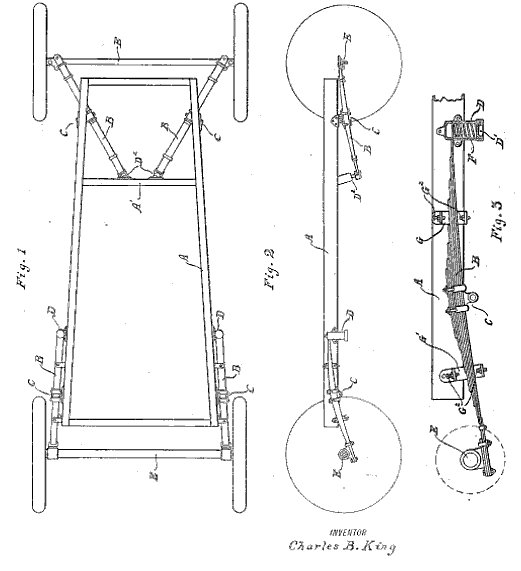
Пружинна підвіска Patent 1,209,716